# Aka hardyi
Aka hardyi är en insektsart som beskrevs av Frederick Arthur Godfrey Muir 1931. Aka hardyi ingår i släktet Aka och familjen kilstritar. Inga underarter finns listade i Catalogue of Life.